# زاتش داربست (تشكدان)
زاتش داربست (بالفارسية: زاچ داربست) هي مستوطنة تقع في إيران في قسم تشکدان الريفي. يقدر عدد سكانها بـ 119 نسمة .